# Vale Park
Vale Park er et fodboldstadion i Stoke-on-Trent i England, der er hjemmebane for League One-klubben Port Vale F.C. Stadionet har plads til 18.947 tilskuere, og alle pladser er siddepladser. Det blev indviet 24. august 1950.